# C9H20N2O2
化学式C9H20N2O2（摩尔质量：188.27 g/mol）可以指以下化合物：
- 霜霉威，CAS号：24579-73-5 ，盐酸盐CAS号：25606-41-1
- 7,8-二氨基壬酸（波兰语：Kwas diaminopelargonowy），CAS号：21738-21-6

|  | 这个同类索引页列出了具有相同分子式的化学物（即同分異構體）条目。 除非您是有意链接至本页，否则应将相应条目的内部链接指向正确的条目。 |